# アッシュカン・コミック
アッシュカン・コミック（英: ashcan comic）とは米国におけるコミックブックの出版形式の一つ。元来は誌名の商標を確保するためだけに印刷される非売品のコミックを指していた。このタイプのアッシュカンはコミックブック出版の萌芽期だった1930年代から1940年代にかけて盛んに発行されていたが、商標法の改正によって廃れた。1980年代にコミック作家ボブ・バーデンが自主制作コミックのパイロット版という意味でこの言葉をリバイバルし、1990年代以降には一般に配布される大量印刷のプロモーション冊子がそう呼ばれるようになった。映画・テレビ業界でも映像化権を消失させないために製作される低予算作品を指して「アッシュカン・コピー」という用語が使われている。

## 初期の用法
現在見られる形のコミックブックは米国で1930年代に生まれ、短期間で人気を高めた。オールアメリカンやフォーセットなど当時のコミック出版社は魅力的な誌名の商標を奪い合うようになり、その中でアッシュカン・コミックが生み出された。アッシュカンは通常のコミックブックと同じ判型で、多くは白黒の表紙がつけられていた。既刊の刊行物から流用したカバーアートに新しい誌名を入れただけのものが一般的だった。中身には使用済みの原稿を再利用してカラーで印刷する場合もあり、吹き出しを入れていないペンシル下絵の場合も、表紙だけで中身がないものもあった。手作業で綴じたものから製本機や断裁機を使ったものまで製本の質も多様だった。
アッシュカンを印刷する目的は、米国特許商標庁を欺いてそれが実際に刊行されたと思わせるだけのためだった。商標庁の職員はずさんに作られた冊子でも正式に受理し、誌名の商標を認可するならいだった。そのころ、ゴミ箱は暖房用の薪や石炭から出る灰やすすを入れることから「アッシュカン（→灰入れ）」と呼ばれていた。アッシュカン・コミックは商標庁に受理された後は廃棄される無価値なものだったためその名が当てられた。この慣行が業界で一般化すると、DCコミックスが他社に抜きんでて多数のアッシュカンを発行した。そうして確保された誌名は必ずしもすべてが実際に使われたわけではなかった。
多くのアッシュカンは商標庁への納本用と社内保管用の2部しか印刷されなかった。場合によっては発行日を確定するため数部が取次業者に書留で送られることもあったが、5部より多く刷られるアッシュカン・コミックはほとんどなかった。余分に刷られたものは編集者・出版社社員・来客が記念に取っておくこともあった。この時代のアッシュカン・コミックは希少性が高く、収集家に珍重されて高額で売買されている。2021年4月には『アクション・コミックス』第1号（スーパーマンの初登場号）のアッシュカンに20万4千ドルの値がついた。
1946年に米国商標法が改正され、刊行物の実物が存在しなくとも使用意思の表明だけで商標登録が行えるようになると、アッシュカンの納本は弁護士が手数料を取るだけの無意味な慣行として顧みられなくなった。

## 後の用法
1984年、黄金期コミックブックの収集家・売買業者だったボブ・バーデンは、インディー出版社アードヴァーク・ヴァナヘイムから自作の『フレーミング・キャロット・コミックス』を出し始めた。バーデンは1号ごとに雑誌サイズのパイロット版を印刷して友人や関係者に配布していた。一部は宣伝用のプレビューとして小売店に送られた。部数は40部に満たなかった。バーデンはそれを「アッシュカン」と呼んだ。
1992年、コミック作家ロブ・ライフェルドは『ヤングブラッド』創刊号のパイロット版をダイジェストサイズ（小型版）で2バージョン制作して「アッシュカン」と称した。ただしこれは一般販売用で、無価値なものではなくレアな収集品という意味を込めた名称だった。このアッシュカンは、コレクター向けコミックのブーム期にライフェルドら人気クリエイターが設立したイメージ・コミックスから最初に刊行されたコミックだった。その成功を受けて、イメージ社は翌年に創刊したほぼすべてのシリーズに先立ってアッシュカンを発行した。部数は500部から5000部が一般的だった。まもなく他社も多様な判型・装丁のアッシュカンを販売し始めた。トライアンファント・コミックスは1993年にアッシュカン50000部を発行して新刊を宣伝した。
1990年代半ばに投機的なコミック収集のブームが収束すると、出版社は新刊宣伝用の小冊子をアッシュカンと呼ぶようになった。ダークホース・コミックス、IDWパブリッシング、DCコミックスなどの大手出版社は新刊のマーケティング戦略の中にアッシュカンを取り入れている。コミック作家志望者がコミックブック・コンベンションの作品持ち込みコーナーで編集者に見せたり、編集部に投稿するためのミニコミック（自主制作のコピー本）をアッシュカンと呼ぶ例もある。

## 映画・テレビ業界
映画・テレビ業界でも、一定期間行使しなければ消失する映像化権を保つために製作される低予算作品を指す言葉として転用されている。1967年のアニメーション映画『ホビット』は初期の一例である。他には2011年の映画『ヘルレイザー:レベレーション』、2015年に放映された小説「時の車輪」のテレビドラマ版、未公開に終わった1994年の映画版『ファンタスティック・フォー』が挙げられる。